# Conus nereis
Conus nereis é uma espécie de gastrópode do gênero Conus, pertencente à família Conidae.